# Eduard Nyikolajevics Mudrik
Eduard Nyikolajevics Mudrik (oroszul: Эдуард Николаевич Мудрик; 1939. július 18. – Moszkva, 2017. március 27.) orosz labdarúgó.
A szovjet válogatott tagjaként részt vett az 1964-es Európa-bajnokságon.

## Sikerei, díjai
Gyinamo Moszkva
- Szovjet bajnok (2): 1959, 1963
- Szovjet kupa (1): 1967

Szovjetunió
- Európa-bajnoki döntős (1): 1964